# CROWN POP
CROWN POP（クラウンポップ）は、スターダストプロモーション所属の女性タレントにより2015年に結成された日本の5人組女性アイドルグループである。
ももいろクローバーZ、私立恵比寿中学、超ときめき♡宣伝部などのグループと共にSTAR PLANET（通称：スタプラ）を構成していた。
グループ結成9周年となった2024年8月8日に解散した。

## 概要
ダンスが得意な当時中学生・高校生メンバーで結成された次世代ダンスアイドルユニットである。バラバラのジャンルのダンス経験者が集まったグループで、2015年8月8日にスターダストプロモーション芸能2部（現 第二事業部）レッスン場からスタートした。6人体制でスタートし、メンバーの増減を経て2020年9月27日から5人体制で活動していたが、グループ結成9周年の2024年8月8日にZepp Shinjuku (TOKYO)にて行われたラストライブ「CROWN POP LAST LIVE「僕らのうた」」をもって解散した。

### グループ名
「芸能界で王冠を掴むためダンスを磨いて奮闘中」のコンセプトのもとに結成され、グループ名のCROWN POPもそれにちなんでいる。
グループ名の通称は「クラポ」、ファンの愛称は「ポッパー」である。CROWN POPの情報を拡散させる為に「#クラポかわいい」のタグ付けをすることを公式が推奨している。

## メンバー
※ 2024年8月8日解散時点。

### 最終メンバー
| メンバー名             | 生年月日               | 出身地   | 身長  | 愛称                  | 得意なダンス            |
| ---------------------- | ---------------------- | -------- | ----- | --------------------- | ----------------------- |
| 里菜 りな              | 2000年6月18日（25歳）  | 東京都   | 166cm | りなてぃー てこちゃん | ロックダンス            |
| 三田美吹 みた いぶき   | 2000年7月19日（25歳）  | 千葉県   | 159cm | いぶいぶ              | クラシックバレエ        |
| 田中咲帆 たなか さほ   | 2003年1月9日（22歳）   | 神奈川県 | 155cm | さほるん さほちー     | エアロビクス チアダンス |
| 藤田愛理 ふじた あいり | 2002年5月24日（23歳）  | 神奈川県 | 166cm | あいたん              | ヒップホップ            |
| 雪月心愛 ゆづき みあ   | 2004年12月27日（20歳） | 埼玉県   | 163cm | みぃあ                | ジャズダンス            |

### 活動中脱退メンバー
| メンバー名               | 生年月日              | 出身地         | 身長  | 愛称       | 得意なダンス               | 備考                                        |
| ------------------------ | --------------------- | -------------- | ----- | ---------- | -------------------------- | ------------------------------------------- |
| 岡崎瑠花 おかざき るか   | 2002年1月24日（23歳） | アメリカ合衆国 |       |            |                            | 2015年12月11日留学のため卒業                |
| 山崎美月 やまざき みつき | 2001年8月17日（24歳） | 東京都         | 161cm | みっちゃん | ヒップホップ               | 2017年6月29日活動に対する背徳行為により脱退 |
| 歩乃圭 ほのか            | 2002年7月6日（23歳）  | 東京都         | 154cm | ほの       | ヒップホップ・フリーダンス | 2017年8月19日卒業                           |
| 山本花織 やまもと かおり | 2000年11月7日（24歳） | 千葉県         | 155cm | かおりん   | ジャズ・ヒップホップ       | 2020年9月27日卒業                           |

## 略歴

### 2015年
8月8日、岡崎瑠花、山崎美月、田中咲帆、山本花織、里菜、三田美吹の6人でグループ結成。名称が決まっておらず、「芸能2部レッスン場」という仮名であった。
12月5日、仙台で行われた初ライブ「東北産を忘れないでくださイベント」でグループ名を「CROWN POP」と決定した。
12月9日、公式ブログが開設された。
12月11日、留学のため、岡崎瑠花が卒業した。

### 2016年
1月6日、歩乃圭が加入した。
11月24日、高校受験のため、山崎美月が活動休止となった。

### 2017年
2月18日、「CROWN POP Challenge 2017 〜クラポ史上最高のバレンタイン〜」にて山崎が活動再開。
6月29日、山崎美月が脱退した。
5月16日、YouTube公式チャンネルを開設した。
8月19日、歩乃圭が卒業した。
9月3日、会場限定1stミニアルバム『Change the world!』が発売された。
11月1日、新メンバー募集オーディションを行うことが決定された。
12月の日曜日にトーク座談会イベント「IDOL CONTENT EXPO presents アイドル座談会 〜 CROWN POPカフェが秋葉原にオープン？！！ 〜 」を「The 1／3rd Cafe ＆ Bar」にて開催された。
12月4日、新メンバーとして藤田愛理、雪月心愛の加入を発表した。

### 2018年
1月28日、秋葉原ZESTで行われた「CROWN POP新体制お披露目公演」にて6人体制の初ステージとなった。
6月10日、会場限定1stシングル『Real×live』が発売された。
7月31日、タワーレコードと@JAMが共同運営するレーベル「MUSIC@NOTE」に所属することが発表された。
10月23日、1stシングル『午後四時ごろの好きです』が発売された。

### 2019年
7月9日、2ndシングル『サマータイムルール』が発売された。
11月2日、初となる二部構成での単独ライブ「CROWN POP単独ライブ〜J or P？〜」を開催。「じっくり(=J)とライブを観賞できる」1部と、「パーティー(=P)のように騒げる」2部といった内容であった。

### 2020年
1月19日、「ミューコミプラス」 presents スタプラアイドルフェスティバル〜今宵、シンデレラが決まる〜に出演した。STARDUST PLANETの若手8グループ46人の中から、三田美吹がシンデレラに選ばれた。
1月21日、3rdシングル『真っ白片思い』が発売された。
5月26日、ライブ限定曲『青天コンパス』が配信リリースされた。
7月1日、新曲『LIFE』が配信リリースされた。
8月11日、初の全国流通盤となるアルバム『LIFE』が発売された。
9月27日、山本花織が活動終了となった。
12月22日、4thシングル『To Do』が発売された。

### 2021年
4月28日発売の『月刊エンタメ』6月7月合併号から連載「CROWN POPの未知との遭遇」がスタートした。
6月29日、5thシングル『なりたいガール』が発売された。
8月21日、Up-Tの企画【THE FASHIONIST】Up-T×＠JAM EXPO2020-2021で優勝した。

### 2022年
1月4日、6thシングル『OMD』が発売された。
5月25日、初となる冠番組『CROWN POPのクラウンポップ！ステップ！ジャンプ！』が放送された。この冠番組は3月17日の『帰ってきたアイドルお宝くじ』生放送特番で優勝したご褒美の特番であった。
6月28日、7thシングル『夏恋スコール』が発売された。
6月25日 - 8月21日、「CROWN POP うさぎおいしかのやまツアー2022」を5会場で開催された。
7月24日、CROWN POP単独ライブ「豊洲に来て」が豊洲PITにて開催された。
12月20日、アルバム『LIVE』が発売された。
12月23日、CROWN POP Xmas LIVE「あしたあさってはクリスマス」が赤羽ReNY alphaにて開催された。

### 2023年
1月21日 - 2月5日、東名阪ツアーが開催された。
9月2日 - 12月10日、CROWN POP初の全国ツアーとなる「「#クラポかわいい」全国拡散ツアー」を全国10都市にて開催された。
11月11日、田中咲帆、雪月心愛が浪江女子発組合に加入することが発表された。

### 2024年
3月6日、2024年8月8日に解散することを発表した。
3月29日、里菜が浪江女子発組合に加入することが発表された。
8月8日、グループ結成9周年となるこの日にZepp Shinjuku（TOKYO）にてラストライブ「CROWN POP LAST LIVE「僕らのうた」」を開催し解散した。

## 楽曲

### シングル
| #                | 発売日           | シングル名             | 曲名                       | 作詞                | 作曲                        | 編曲                        | 備考             |
| MUSIC@NOTE所属前 | MUSIC@NOTE所属前 | MUSIC@NOTE所属前       | MUSIC@NOTE所属前           | MUSIC@NOTE所属前    | MUSIC@NOTE所属前            | MUSIC@NOTE所属前            | MUSIC@NOTE所属前 |
| ---------------- | ---------------- | ---------------------- | -------------------------- | ------------------- | --------------------------- | --------------------------- | ---------------- |
| 1                | 2018年06月10日   | Real×live              | Real×live                  | mayuge              | YAMA-Boo                    | 伊藤ヒロシ                  |                  |
| 1                | 2018年06月10日   | Real×live              | EGO×search                 | こまつみえ,mayuge   | YAMA-Boo                    | 伊藤ヒロシ                  |                  |
| MUSIC@NOTE所属後 |                  |                        |                            |                     |                             |                             |                  |
| 1                | 2018年10月23日   | 午後四時ごろの好きです | 午後四時ごろの好きです     | 児玉雨子            | イイジマケン                | イイジマケン                |                  |
| 1                | 2018年10月23日   | 午後四時ごろの好きです | POPPER TIME                | イイジマケン        | イイジマケン                | イイジマケン                |                  |
| 2                | 2019年07月09日   | サマータイムルール     | サマータイムルール         | イイジマケン        | イイジマケン                | イイジマケン                |                  |
| 2                | 2019年07月09日   | サマータイムルール     | 手のひらに青空             | NOBE                | IMAKISASA                   | イイジマケン                |                  |
| 2                | 2019年07月09日   | サマータイムルール     | 告白とスニーカー           | 児玉雨子            | 炭竃智弘                    | 炭竃智弘                    |                  |
| 3                | 2020年01月21日   | 真っ白片思い           | 真っ白片思い               | NOBE                | イイジマケン                | イイジマケン                |                  |
| 3                | 2020年01月21日   | 真っ白片思い           | スケジュール帳やめたの     | 児玉雨子            | 炭竃智弘                    | 炭竃智弘                    |                  |
| 3                | 2020年01月21日   | 真っ白片思い           | Boot!!!                    | NOBE                | イイジマケン                | イイジマケン                |                  |
| 4                | 2020年12月22日   | To Do                  | To Do                      | NOBE                | 大隅知宇                    | 大隅知宇                    |                  |
| 4                | 2020年12月22日   | To Do                  | Are You Ready To Shine?    | alura B swamp Mikey | alura B swamp Mikey         | B swamp                     |                  |
| 4                | 2020年12月22日   | To Do                  | 横断歩道                   | 児玉雨子            | イイジマケン                | イイジマケン                |                  |
| 5                | 2021年06月29日   | なりたいガール         | なりたいガール             | 竹内サティフォ      | ONIGAWARA                   | ONIGAWARA                   |                  |
| 5                | 2021年06月29日   | なりたいガール         | NARIYAMANAI                | 竹内サティフォ      | ONIGAWARA                   | ONIGAWARA                   |                  |
| 5                | 2021年06月29日   | なりたいガール         | 踊れ！                     | 田辺望              | 田辺望                      | 田辺望                      |                  |
| 6                | 2022年01月04日   | OMD                    | OMD                        | バグベア            | バグベア                    | バグベア                    |                  |
| 6                | 2022年01月04日   | OMD                    | アンビバレント・ハイウェイ | 児玉雨子            | イイジマケン おかだともなり | イイジマケン おかだともなり |                  |
| 6                | 2022年01月04日   | OMD                    | 君色ロード                 | CROWN POP           | YAMA-Boo                    | 伊藤ヒロシ                  |                  |
| 7                | 2022年06月28日   | 夏恋スコール           | 夏恋スコール               | 稲葉エミ            | 大畑拓也                    | 大畑拓也                    |                  |
| 7                | 2022年06月28日   | 夏恋スコール           | ケセラセラっ!              | NOBE                | michitomo                   | 佐々木侑太(GOLDTAIL)        |                  |
| 7                | 2022年06月28日   | 夏恋スコール           | Wonder Shutter Chance!     | 稲葉エミ            | 高尾奏之介                  | 高尾奏之介                  |                  |

### アルバム
| #   | 発売日         | アルバム名                      | 曲名                        | 作詞                                    | 作曲                       | 編曲                       | 備考                                                                                         |
| --- | -------------- | ------------------------------- | --------------------------- | --------------------------------------- | -------------------------- | -------------------------- | -------------------------------------------------------------------------------------------- |
| 1   | 2017年9月3日   | Change the world!               | ARE YOU POPPER?(Opening SE) |                                         |                            |                            |                                                                                              |
| 1   | 2017年9月3日   | Change the world!               | Change the world!           | うちやえゆか                            | 野中博史                   | 野中博史,奈良悠樹          |                                                                                              |
| 1   | 2017年9月3日   | Change the world!               | 夏キラリ☆                   | 稲葉エミ                                | 高尾奏之介                 | 高尾奏之介                 |                                                                                              |
| 1   | 2017年9月3日   | Change the world!               | Cheerful Butterfly          | 稲葉エミ                                | 小川将基                   | 奈良悠樹                   |                                                                                              |
| 1   | 2017年9月3日   | Change the world!               | Snowy*Shiny*day             | 稲葉エミ                                | 高尾奏之介                 | 奈良悠樹                   |                                                                                              |
| 1   | 2017年9月3日   | Change the world!               | またね                      | 稲葉エミ                                | やしきん                   | 奈良悠樹                   |                                                                                              |
| 1   | 2017年9月3日   | Change the world!               | キミリプホリック            | 稲葉エミ                                | 大畑拓也                   | 大畑拓也                   |                                                                                              |
| 2-1 | 2020年8月11日  | LIFE<Disc1>                     | 午後四時ごろの好きです      | 児玉雨子                                | イイジマケン               | イイジマケン               |                                                                                              |
| 2-1 | 2020年8月11日  | LIFE<Disc1>                     | alright！                   | IMAKISASA                               | IMAKISASA                  | AWOKI(Wee's)               |                                                                                              |
| 2-1 | 2020年8月11日  | LIFE<Disc1>                     | Boot!!!                     | NOBE                                    | イイジマケン               | イイジマケン               |                                                                                              |
| 2-1 | 2020年8月11日  | LIFE<Disc1>                     | サマータイムルール          | イイジマケン                            | イイジマケン               | イイジマケン               |                                                                                              |
| 2-1 | 2020年8月11日  | LIFE<Disc1>                     | 青天コンパス                | こまつみえ                              | YAMA-Boo                   | 伊藤ヒロシ                 |                                                                                              |
| 2-1 | 2020年8月11日  | LIFE<Disc1>                     | 光るラムネ                  | NOBE                                    | イイジマケン               | イイジマケン               |                                                                                              |
| 2-1 | 2020年8月11日  | LIFE<Disc1>                     | ホログラフィック・デート    | 児玉雨子                                | SHiNTA                     | SHiNTA                     |                                                                                              |
| 2-1 | 2020年8月11日  | LIFE<Disc1>                     | 真っ白片思い                | NOBE                                    | イイジマケン               | イイジマケン               |                                                                                              |
| 2-1 | 2020年8月11日  | LIFE<Disc1>                     | 手のひらに青空              | NOBE                                    | IMAKISASA                  | イイジマケン               |                                                                                              |
| 2-1 | 2020年8月11日  | LIFE<Disc1>                     | LIFE                        | NOBE                                    | 山下智輝                   | 山下智輝                   | スタジオレコーディング版                                                                     |
| 2-2 | 2020年8月11日  | LIFE<Disc2>                     | うさみみ                    | こまつみえ                              | YAMA-Boo                   | 伊藤ヒロシ                 | メンバーソロ歌唱音源                                                                         |
| 2-2 | 2020年8月11日  | LIFE<Disc2>                     | 未来                        | mayuge                                  | YAMA-Boo                   | 伊藤ヒロシ                 | メンバーソロ歌唱音源                                                                         |
| 2-2 | 2020年8月11日  | LIFE<Disc2>                     | HARE BARE                   | フトメホソシ                            | GUCCHO                     | GUCCHO                     | メンバーソロ歌唱音源                                                                         |
| 2-2 | 2020年8月11日  | LIFE<Disc2>                     | Cross over                  | フトメホソシ                            | GUCCHO                     | GUCCHO                     | メンバーソロ歌唱音源                                                                         |
| 2-2 | 2020年8月11日  | LIFE<Disc2>                     | Make me happy               | フトメホソシ                            | GUCCHO                     | GUCCHO                     | メンバーソロ歌唱音源                                                                         |
| 2-2 | 2020年8月11日  | LIFE<Disc2>                     | prism                       | mayuge                                  | YAMA-Boo                   | 伊藤ヒロシ                 | メンバーソロ歌唱音源                                                                         |
| 3   | 2022年12月20日 | LIVE 〈1000〉 〈3000〉 〈6000〉 | OMD                         | バグベア                                | バグベア                   | バグベア                   | •〈1000〉はCDのみ •〈3000〉は歌詞カード封入 •〈6000〉は単独ライブ「豊洲に来て」のBlu-ray付属 |
| 3   | 2022年12月20日 | LIVE 〈1000〉 〈3000〉 〈6000〉 | たけのこにょっき            | 要田健 / 鈴木まなか (Relic Lyric, inc.) | 要田健 (Relic Lyric, inc.) | 要田健 (Relic Lyric, inc.) | •〈1000〉はCDのみ •〈3000〉は歌詞カード封入 •〈6000〉は単独ライブ「豊洲に来て」のBlu-ray付属 |
| 3   | 2022年12月20日 | LIVE 〈1000〉 〈3000〉 〈6000〉 | なりたいガール              | 竹内サティフォ                          | ONIGAWARA                  | ONIGAWARA                  | •〈1000〉はCDのみ •〈3000〉は歌詞カード封入 •〈6000〉は単独ライブ「豊洲に来て」のBlu-ray付属 |
| 3   | 2022年12月20日 | LIVE 〈1000〉 〈3000〉 〈6000〉 | 夏恋スコール                | 稲葉エミ                                | 大畑拓也                   | 大畑拓也                   | •〈1000〉はCDのみ •〈3000〉は歌詞カード封入 •〈6000〉は単独ライブ「豊洲に来て」のBlu-ray付属 |
| 3   | 2022年12月20日 | LIVE 〈1000〉 〈3000〉 〈6000〉 | 恋椿                        | 有馬えみり(GOLDTAIL)                    | michitomo                  | 田中希(GOLDTAIL)           | •〈1000〉はCDのみ •〈3000〉は歌詞カード封入 •〈6000〉は単独ライブ「豊洲に来て」のBlu-ray付属 |
| 3   | 2022年12月20日 | LIVE 〈1000〉 〈3000〉 〈6000〉 | To Do                       | NOBE                                    | 大隅知宇                   | 大隅知宇                   | •〈1000〉はCDのみ •〈3000〉は歌詞カード封入 •〈6000〉は単独ライブ「豊洲に来て」のBlu-ray付属 |
| 3   | 2022年12月20日 | LIVE 〈1000〉 〈3000〉 〈6000〉 | 君色ロード                  | CROWN POP                               | YAMA-Boo                   | 伊藤ヒロシ                 | •〈1000〉はCDのみ •〈3000〉は歌詞カード封入 •〈6000〉は単独ライブ「豊洲に来て」のBlu-ray付属 |
| 3   | 2022年12月20日 | LIVE 〈1000〉 〈3000〉 〈6000〉 | DRINK TIME                  | 竹内サティフォ                          | ONIGAWARA                  | ONIGAWARA                  | •〈1000〉はCDのみ •〈3000〉は歌詞カード封入 •〈6000〉は単独ライブ「豊洲に来て」のBlu-ray付属 |
| 3   | 2022年12月20日 | LIVE 〈1000〉 〈3000〉 〈6000〉 | 応援SONG                    | 村カワ基成                              | 村カワ基成                 | 村カワ基成                 | •〈1000〉はCDのみ •〈3000〉は歌詞カード封入 •〈6000〉は単独ライブ「豊洲に来て」のBlu-ray付属 |
| 3   | 2022年12月20日 | LIVE 〈1000〉 〈3000〉 〈6000〉 | NARIYAMANAI                 | 竹内サティフォ                          | ONIGAWARA                  | ONIGAWARA                  | •〈1000〉はCDのみ •〈3000〉は歌詞カード封入 •〈6000〉は単独ライブ「豊洲に来て」のBlu-ray付属 |
| 3   | 2022年12月20日 | LIVE 〈1000〉 〈3000〉 〈6000〉 | 僕らの証                    | こまつみえ                              | YAMA-Boo                   | 伊藤ヒロシ                 | •〈1000〉はCDのみ •〈3000〉は歌詞カード封入 •〈6000〉は単独ライブ「豊洲に来て」のBlu-ray付属 |

### 配信曲
| 発売日        | 曲名           | 作詞             | 作曲         | 編曲         | 備考                                    |
| ------------- | -------------- | ---------------- | ------------ | ------------ | --------------------------------------- |
| 2020年5月26日 | 青天コンパス   | こまつみえ       | YAMA-Boo     | 伊藤ヒロシ   | 2019年4月28日にライブ限定曲として初披露 |
| 2020年7月1日  | LIFE           | NOBE             | 山下智輝     | 山下智輝     | 宅録版                                  |
| 2022年7月25日 | 僕らの証       | こまつみえ       | YAMA-Boo     | 伊藤ヒロシ   | 2022年7月24日に初披露                   |
| 2023年6月23日 | 恋は月曜日     | 山本加津彦       | 山本加津彦   | 山本加津彦   | 夏の３ヶ月連続配信シングル第１弾        |
| 2023年7月28日 | 初めての終わり | Haruka Mizuguchi | 網本ナオノブ | 網本ナオノブ | 夏の３ヶ月連続配信シングル第２弾        |

### カバー
| アーティスト/曲名                              |
| ---------------------------------------------- |
| 私立恵比寿中学/頑張ってる途中                  |
| 私立恵比寿中学/仮契約のシンデレラ              |
| 乃木坂46/制服のマネキン                        |
| SPEED/Body & Soul                              |
| ZOO/Choo Choo TRAIN                            |
| 大塚愛/SMILY                                   |
| BiS/nerve                                      |
| BiSH/オーケストラ                              |
| ももいろクローバーZ/行くぜっ！怪盗少女         |
| YUI/CHE.R.RY                                   |
| Base Ball Bear/17才                            |
| プリンセスプリンセス/世界でいちばん熱い夏      |
| 松たか子/明日、春が来たら                      |
| Task have Fun/3WD                              |
| 佐々木彩夏/あーりんは反抗期！                  |
| わーすた/いぬねこ。青春真っ盛り                |
| S★スパイシー/SGC★スパイシー                    |
| BiSH/GiANT KiLLERS                             |
| 絶対直球女子!プレイボールズ/ダイビングキャッチ |
| ももいろクローバーZ/サンタさん                 |
| プッチモニ/ぴったりしたいX'mas!                |
| ももいろクローバーZ/ココ☆ナツ                  |
| ロッカジャポニカ/教歌SHOCK！                   |
| ベイビーレイズJAPAN/夜明けBrand New Days       |
| BABYMETAL/ギミチョコ!!                         |
| まねきケチャ/きみわずらい                      |
| 私立恵比寿中学/YELL                            |
| Buono!/初恋サイダー                            |
| はちみつロケット/バカイズム                    |
| EBiDAN/Believe Yourself                        |

## ライブ
小目次: 2015年 - 2016年 - 2017年 - 2018年 - 2019年 - 2020年 - 2021年 - 2022年 - 2023年
| 公演日        | 公演名 | 会場                                                                     |
| ------------- | --- | ------------------------------------------------------------------------ |
| 2015/12/05    | 「東北産を忘れないでくださイベント」                                                                                            | 仙台駅前 EBeanS                                                          |
| 2016/06/10    | 単独ライブ「ミニライブ!?なんて言わせない☆クラポ都内初進出、6色花火やったるで!!夏の陣vol.1」                                     | アニメイト新宿                                                           |
| 2016/06/18    | 単独ライブ「ミニライブ!?なんて言わせない☆クラポ都内初進出、6色花火やったるで!!夏の陣vol.2」                                     | アニメイト新宿                                                           |
| 2016/07/22    | 「ReNY SUPER LIVE 2016 vol.22」                                                                                                 | 新宿ReNY                                                                 |
| 2016/07/28    | 「SHIBUYA MUSIC POWER」～選ばれしネ申ユニットLIVE編vol.8～                                                                      | 渋谷WWW                                                                  |
| 2016/08/12    | 「NIPPONスーパーアイドルプロジェクト 2016」                                                                                     | 新宿ReNY                                                                 |
| 2016/08/15    | 「ReNY SUPER LIVE 2016 vol.23」                                                                                                 | 新宿ReNY                                                                 |
| 2016/09/01    | 「JAPAN IDOL SUPER LIVE 2016 vol.8」                                                                                            | TSUTAYA O-EAST                                                           |
| 2016/09/26    | 「ReNY SUPER LIVE 2016 vol.27」                                                                                                 | 新宿ReNY                                                                 |
| 2016/10/08    | 「ザ・真剣勝負ベストテンプラス」                                                                                                | Zirco Tokyo                                                              |
| 2016/11/15    | 「JAPAN IDOL SUPER LIVE 2016 vol.9」                                                                                            | TSUTAYA O-EAST                                                           |
| 2016/12/11    | 「NIPPONスーパーアイドルプロジェクト 2016」                                                                                     | 新宿ReNY                                                                 |
| 2016/12/15    | 単独ライブ「クラポと過ごすポッパーナイトクリスマス2016」                                                                        | アニメイト新宿                                                           |
| 2017/01/22    | 「ザ・真剣勝負ベストテンプラス Vol.2」                                                                                          | Zirco Tokyo                                                              |
| 2017/02/18    | 「単独ライブ「CROWN POP Challenge2017～クラポ史上最高のバレンタイン～」                                                         | 新宿LEFKADA                                                              |
| 2017/03/12    | ｢@JAM PARTY vo.12｣ | AKIBAカルチャーズ劇場                                                    |
| 2017/03/20    | ｢CROWN POP Challenge 2017～春が来るからサクラウンポップを観よう～｣                                                              | 新宿LEFKADA                                                              |
| 2017/04/15    | 単独ライブ「CROWN POP Challenge2017～ポッパー100人できるかな♪～」                                                               | 新宿LEFKADA                                                              |
| 2017/05/04    | 「MUSIC DREAM vol.2」 | 梅田クラブクワトロ                                                       |
| 2017/05/05    | 「アイドル最前戦。SPECIAL」 | 新木場スタジオコースト                                                   |
| 2017/05/20    | 「NAKANO SUNPLAZA IDOL SUPER FES vol.1」                                                                                        | 中野サンプラザ                                                           |
| 2017/05/21    | 「ザ・真剣勝負ベストテンプラス Vol.4」                                                                                          | Zirco Tokyo                                                              |
| 2017/05/21    | 「26時のマスカレイドの踊れマスカ？TV公開収録」                                                                                  | VISION                                                                   |
| 2017/05/27    | 「おかえりクラポ！With東北産」                                                                                                  | 仙台駅前 EBeanS                                                          |
| 2017/05/28    | 「ラジオ石巻20周年イベント〜これドル〜」                                                                                        | 石巻BLUE RESISTANCE                                                      |
| 2017/06/11    | 単独ライブ「CROWN POP Challenge2017～夏キラリ☆～」                                                                              | 六本木Live Space 虎寅虎                                                  |
| 2017/07/02    | 単独ライブ「ファンタジーライブ」                                                                                                | 「フジさんのヨコ」フリースペース                                         |
| 2017/07/09    | 「アイドル横丁夏まつり!!〜2017〜」                                                                                              | 横浜赤レンガパーク                                                       |
| 2017/07/15    | 単独ライブ「CROWN POP Challenge2017」                                                                                           | 六本木Live Space 虎寅虎                                                  |
| 2017/07/29    | ｢AKIBA Cultures Kaleidoscope vol.6｣                                                                                             | AKIBAカルチャーズ劇場                                                    |
| 2017/07/30    | ｢まけんグミTHE LIVE vol.2 第3部｣                                                                                                | 渋谷gee-ge                                                               |
| 2017/07/30    | ｢Shall we dance？ vol.5｣ | 白金台SELENE b2                                                          |
| 2017/08/01    | ｢お台場みんなの夢大陸マイナビステージ｣                                                                                          | みんなの夢大陸マイナビステージ(フジテレビ本社前1階)                      |
| 2017/08/04    | ｢TOKYO IDOL FESTIVAL 2017｣ | お台場・青海周辺エリア                                                   |
| 2017/08/05    | ｢SIF しがこうげんアイドルフェスティバル｣                                                                                        | ヤジスタ(味の素スタジアム隣接エリア)                                     |
| 2017/08/20    | ｢IDOL CONTENT EXPO ＠表参道GROUND ～ 夏休みアイドル満喫祭！参ノ章 ～｣                                                           | 表参道GROUND                                                             |
| 2017/08/26,27 | ｢@JAM EXPO 2017｣ | 横浜アリーナ                                                             |
| 2017/08/29    | 「和太鼓＆アイドル納涼ライブ！」                                                                                                | 上野水上音楽堂                                                           |
| 2017/09/03    | CROWN POP SUPER Challenge 2017」                                                                                                | 横浜PREMIERE HALL                                                        |
| 2017/09/17    | 「肉フェスTOKYO2017秋」 | 駒沢オリンピック公園                                                     |
| 2017/09/30    | 「月刊アイドル祭 in フジさんのヨコ VOL.1」                                                                                      | 「フジさんのヨコ」フリースペース                                         |
| 2017/10/08    | 「ReNY SUPER LIVE 2017 vol.37」                                                                                                 | 新宿ReNY                                                                 |
| 2017/10/19    | 「レナのアイドル図鑑 バニラ味 オンステージ！ #6」                                                                               | 青山 RizM                                                                |
| 2017/10/21    | 「@JAM the Field vol.12」 | 新宿BLAZE                                                                |
| 2017/10/22    | 「月刊アイドル祭 in フジさんのヨコ VOL.2」                                                                                      | フジさんのヨコ                                                           |
| 2017/10/27    | 「Witch Live HALLOWEEN 2017 @ 新宿BLAZE ～後編～」                                                                              | 新宿BLAZE                                                                |
| 2017/10/29    | 「IDOL Pop'n Party Vol.26」 | TOKYO FM HALL                                                            |
| 2017/11/05    | 単独ライブ「CROWN POP Challenge 2017 vol.6～KAORI YAMAMOTO～」                                                                  | Live House rebirth                                                       |
| 2017/11/23    | 「月刊アイドル祭 VOL.3」 | フジさんのヨコ                                                           |
| 2017/11/24    | 「風光ル梟リリース記念ミニイベントライブ」                                                                                      | ニコニコ本社 B2F イベントスペース                                        |
| 2017/11/25    | 「パンダらの箱 Vol.9」 | TSUTAYA O-nest                                                           |
| 2017/11/28    | 「i*chip_memory 秋葉原定期公演」                                                                                                | 秋葉原ZEST                                                               |
| 2017/12/02    | 「IDOL CONTENT EXPO ＠表参道GROUND Vol.16 ～ 休日だよ！全員集合!!! ～」                                                         | 表参道GROUND                                                             |
| 2017/12/12    | 「アキバでなんキニ！中編」 | 秋葉原ZEST                                                               |
| 2017/12/14    | 「チームしゃちほこ 出張！冬の台場クリスマスライブ」オープニングアクト                                                           | 東京・Zepp DiverCity                                                     |
| 2017/12/16    | 「月刊アイドル祭 VOL.4」 | フジさんのヨコ                                                           |
| 2017/12/24    | 単独ライブ「クラポと過ごすポッパーナイトクリスマス2017～今年は昼じゃナイト！～」                                                | ESPミュージカルアカデミー 11号館ホール                                   |
| 2017/12/29    | 「LIVE Task～3マンライブ～」 | TOKYO FM HALL                                                            |
| 2018/01/08    | ラジオNIKKEI公開収録ライブ「アイドルジェネレーション vol.51 in Zepp Tokyo ～2018年あけおめSP!！～」                             | Zepp Tokyo                                                               |
| 2018/01/13    | 「月刊アイドル祭 VOL.5」 | フジさんのヨコ                                                           |
| 2018/01/20    | 単独ライブ「CROWN POP Challenge 2017年度ラスト～さほるんのこと田中っていうな！～」                                              | Live House rebirth (錦糸町)                                              |
| 2018/01/28    | 単独ライブ「CROWN POP新体制お披露目公演」                                                                                       | 秋葉原ZEST                                                               |
| 2018/02/02,03 | 「ICHIBAN JAPAN STAGE」 | 台北南港展覧館(台北市南港区經貿二路1号)                                  |
| 2018/02/03    | 「ICHIBAN NIGHT」 | CLAPPER STUDIO                                                           |
| 2018/02/06    | 「クラポ3マン3デイズ～バレンタインナイト～前編」                                                                                | 秋葉原ZEST                                                               |
| 2018/02/18    | CROWN POP×いぎなり東北産「東北産とクラポでトークライブだっちゃ！」                                                              | Live House rebirth (錦糸町)                                              |
| 2018/02/20    | 「クラポ3マン3デイズ～バレンタインナイト～中編」                                                                                | 秋葉原ZEST                                                               |
| 2018/02/27    | 「クラポ3マン3デイズ～バレンタインナイト～後編」                                                                                | 秋葉原ZEST                                                               |
| 2018/03/01    | 「STARDUST PLANET プレゼンツAKIBAカルチャーズ定期公演～スタプラメンバーが笑顔と元気をお届け！ネクストジェネレーションズLIVE～」 | AKIBAカルチャーズ劇場                                                    |
| 2018/03/10    | 「月刊アイドル祭 VOL.7」 | フジさんのヨコ                                                           |
| 2018/03/18    | 「GIRL'S FRIENDS」 | TSUTAYA O-Crest                                                          |
| 2018/04/08    | 「@JAM PARTY vol.25」 | AKIBAカルチャーズ劇場                                                    |
| 2018/04/14    | 「月刊アイドル祭 VOL.8」 | フジさんのヨコ                                                           |
| 2018/04/28    | 「ジョイステージ八王子マルシェ」                                                                                                | ジョイステージ八王子                                                     |
| 2018/04/29    | 「NEO Fes!!! presented by Top Yell」 Vol.4                                                                                      | TOKYO FM HALL                                                            |
| 2018/04/30    | 「SAMURAI GIRLS FESTIVAL 2018 in JAPAN」                                                                                        | ディファ有明                                                             |
| 2018/05/06    | VDC Presents Live『Vocal & Dance Collection Vol.2』                                                                             | STUDIO COAST（新木場）                                                   |
| 2018/05/12    | 「チキチキ！さきどり猛レース!! Lap.1」                                                                                          | 白金高輪SELENE b2                                                        |
| 2018/05/13    | 「でびぱっぱ2MAN」 | 恵比寿CreAto                                                             |
| 2018/05/19    | 「月刊アイドル祭 VOL.9 ～炎の3MAN SPECIAL?～」                                                                                  | フジさんのヨコ                                                           |
| 2018/05/19    | ｢「DJ Tomoaki’s Radio Show!」 Presents 下北ＦＭアイドル祭りVol.1｣                                                               | 渋谷・Harlem                                                             |
| 2018/05/20    | 「夏を先取り！アイドルステージ キラメキライブ inサンリオピューロランド」                                                        | サンリオピューロランド 1階 エンターテイメントホール                      |
| 2018/05/20    | 「IDOL CONTENT EXPO＠イオンモール幕張新都心 supported by ダイキサウンド ～帰ってきた、初夏の大無銭祭～」                        | 千葉・イオンモール幕張新都心 グランドモール 1階グランドスクエア          |
| 2018/05/27    | 単独ライブ「OKANMURI祭2018～Real×Airi～」                                                                                       | 四谷OUTBREAK!                                                            |
| 2018/06/16    | 「月刊アイドル祭 VOL.10」 ＜1部＞                                                                                               | フジさんのヨコ                                                           |
| 2018/06/16    | 「月刊アイドル祭 VOL.10 ＜2部＞「OKANMURI祭2018 ～年刊てぃー祭 Vol.18～」                                                       | フジさんのヨコ                                                           |
| 2018/06/24    | 「IDOL Pop'n Party」 | TOKYO FM HALL                                                            |
| 2018/07/07    | 「アイドル横丁夏まつり!!2018」                                                                                                  | 横浜赤レンガパーク                                                       |
| 2018/07/15    | 単独ライブ「OKANMURI祭2018～＃IBU×search～」                                                                                    | 下北沢SHELTER                                                            |
| 2018/07/28    | 「夏S 2018 ももクロトリビュート～みんなで10周年をお祝いしちゃうぞ！～」                                                         | 埼玉県・メットライフドーム                                               |
| 2018/08/03,05 | 「TOKYO IDOL FESTIVAL 2018」 | お台場・青海周辺エリア                                                   |
| 2018/08/08    | 「THE ODAIBA 2018」※天候不良のため8/31に延期                                                                                    | THE ODAIBA マイナビステージ（フジテレビ本社屋）]                         |
| 2018/08/12    | 「ミュージックパーク in半蔵門」                                                                                                 | TOKYO FM HALL                                                            |
| 2018/08/15    | 「MARQUEE祭 vol.17」 | 渋谷TSUTAYA O-WEST                                                       |
| 2018/08/17,18 | 第19回 漫画博覧会ICHIBAN JAPAN STAGE（オフィシャルステージ）                                                                    | 台北市世貿展覧一館／台北市信義路五段5号                                  |
| 2018/08/18    | 「SAMURAI GIRLS FESTIVAL 2018 in TAIPEI」                                                                                       | CLAPPER STUDIO（SYNTREND 三創生活園區 5F）                               |
| 2018/08/20    | 「スタプラ東京Vol.2＠渋谷duo MUSIC EXCHANGE」                                                                                   | 渋谷duo MUSIC EXCHANGE                                                   |
| 2018/08/25,26 | 「@JAM EXPO 2018」 | 横浜アリーナ                                                             |
| 2018/08/31    | 「THE ODAIBA 2018」振替ライブ                                                                                                   | THE ODAIBA マイナビステージ（フジテレビ本社屋）                          |
| 2018/09/16    | 「IDOL Pop'n Party」 | TOKYO FM HALL                                                            |
| 2018/09/23    | 「SHIBUYA PEAK」 | TSUTAYA O-nest                                                           |
| 2018/09/24    | 「NEO Fes!!! presented by Top YellVol.6」                                                                                       | TOKYO FM HALL                                                            |
| 2018/10/10    | 「スタプラ東京Vol.2.5」 | 新宿BLAZE                                                                |
| 2018/10/13    | 「SPORTS of HEART」 | 代々木公園イベント広場とその他周辺会場                                   |
| 2018/11/03    | 「八木山フェスタ2018」 | 仙台・八木山ベニーランド                                                 |
| 2018/11/11    | 「ミュージックパーク ～Girls＆Music Theater～」                                                                                 | 渋谷ストリームホール                                                     |
| 2018/11/12    | 「スタプラ東京Vol.3」 | duo MUSIC EXCHANGE                                                       |
| 2018/11/18    | 「あるあるアイドル大集合 vol.5」                                                                                                | あるあるCity B1スタジオ                                                  |
| 2018/11/23    | 単独ライブ「OKANMURI祭2018～We are YAMAMOTO!!～」                                                                               | STUDIO Dee(東放学園映画専門学校 B2F)                                     |
| 2018/12/16    | 「MORNING SET vol.2～ナゴヤとナガオカとアイドルと～」                                                                           | CBCホール                                                                |
| 2018/12/22    | 単独ライブ「OKANMURI祭2018～HEARTとLOVEで心愛になれるよ～」                                                                     | GARRET udagawa                                                           |
| 2018/12/22    | 単独ライブ「アイドル界最小のミニフェス「OKANMURI祭2018 スタプラトリビュート～みんなで夏S再現しちゃうぞ!!～」」                  | STAR CRANE                                                               |
| 2018/12/23    | 「SAMSARA」 | TSUTAYA O-nest                                                           |
| 2018/12/24    | 「TOKYO IDOL LIVE 50回記念「TOKYO IDOL Xmas!!」」                                                                               | 白金高輪SELENE b2                                                        |
| 2019/01/02    | 「TOKYO IDOL PROJECT×@JAMニューイヤープレミアムパーティー2019」                                                                 | お台場・青海周辺エリア                                                   |
| 2019/01/04    | 「新宿系ガールズミーティング 2019新春スペシャル！全員集合！」                                                                   | 新宿ロフト                                                               |
| 2019/01/14    | 「初S 2019」 | 東京・Zepp Divercity                                                     |
| 2019/01/19,20 | 「第7回 台北國際動漫節 ICHIBAN JAPAN STAGE」                                                                                    | 台北南港展覧館（Taipei Nangang Exhibition Center）                       |
| 2019/01/21    | 「SAMURAI GIRLS FESTIVAL 2019 WINTER in TAIPEI」                                                                                | CLAPPER STUDIO（SYNTREND 三創生活園區 5F）                               |
| 2019/01/24    | 単独定期ライブ「クラポシアター vol.1」                                                                                          | AKIBAカルチャーズ劇場                                                    |
| 2019/02/09    | 単独ライブ「OKANMURI祭2018年度～新元号は田中(るん)～」                                                                          | Studio Freedom                                                           |
| 2019/02/17    | 「ヲタルフェス vol.2」＜2部＞                                                                                                   | 渋谷Grad                                                                 |
| 2019/02/21    | 単独定期ライブ「クラポシアターvol.2」                                                                                           | AKIBAカルチャーズ劇場                                                    |
| 2019/03/02    | 「ミュージックパーク ～Girls＆Music Theater～」                                                                                 | 渋谷ストリームホール                                                     |
| 2019/03/12    | 単独定期ライブ「クラポシアターvol.3」                                                                                           | AKIBAカルチャーズ劇場                                                    |
| 2019/03/16    | 「月刊アイドル祭 2019 ～大感謝パーティー～」                                                                                    | フジさんのヨコ                                                           |
| 2019/03/17    | 「IDOL Pop'n Patry（夜）」 | Shibuya REX                                                              |
| 2019/03/24    | 「アイドル甲子園 SPRING FESTIVAL2019」                                                                                          | 新木場Studio Coast                                                       |
| 2018/04/13    | 「@JAM THE WORLD 春のジャムまつり！2019」＜1部＞                                                                                | 新宿BLAZE                                                                |
| 2019/04/23    | 単独定期ライブ「クラポシアターvol.4」                                                                                           | AKIBAカルチャーズ劇場                                                    |
| 2019/04/28    | 「東京アイドル劇場アドバンス CROWN POP公演」                                                                                    | TOKYO FMホール                                                           |
| 2019/04/30    | 「SHINJUKU LOFT KABUKI-CHO 20TH ANNIVERSARY「ええじゃないか歌舞伎町」」                                                         | 新宿LOFT                                                                 |
| 2019/05/01    | 「肉フェス TOKYO 2019」 | お台場特設会場 お台場青海地区P区画                                       |
| 2019/05/04    | 「博多どんたく港まつり 港本舞台 ミナトLIVE」                                                                                    | 港本舞台(中央ふ頭イベントバース)※マリンメッセ福岡そば 福岡市博多区沖浜町 |
| 2019/05/05    | 「Kyusyu Girls Wing vol.4～新元号スペシャル～」                                                                                 | Beat Station                                                             |
| 2019/05/05    | 「よかもんフェス 2019ＧＷスペシャル」                                                                                           | INSA                                                                     |
| 2019/05/12    | 「ミュージックパーク～Girls＆Music Theater～」                                                                                  | TOKYO FM HALL                                                            |
| 2019/05/16    | 単独定期ライブ「クラポシアターvol.5」                                                                                           | AKIBAカルチャーズ劇場                                                    |
| 2019/05/18    | 「 IDOL CONTENT EXPO ＠イオンモール幕張新都心 supported by ダイキサウンド ～また帰ってきたよ！初夏の大無銭祭～」                | 千葉・イオンモール幕張新都心 グランドモール 1階グランドスクエア          |
| 2019/05/24    | 「ライブスタイルダンジョン」 | 渋谷ストリームホール                                                     |
| 2019/05/26    | 単独ソロライブ「CROWN POP生誕ソロミッション～藤田愛理のソロみが深い～」※ゲスト:三田美吹、里菜                                   | 錦糸町rebirth                                                            |
| 2019/06/01    | 「ミュージックパーク ～Girls＆Music Theater～」                                                                                 | 渋谷ストリームホール                                                     |
| 2019/06/13    | 単独定期ライブ「クラポシアターvol.6」                                                                                           | AKIBAカルチャーズ劇場                                                    |
| 2019/06/15    | 「OTODAMA SEA STUDIO 2019 supported by POCARI」＜2部＞                                                                          | OTODAMA SEA STUDIO（神奈川県三浦市・三浦海岸）                           |
| 2019/06/22    | 単独ソロライブ「CROWN POP生誕ソロミッション～里菜のソロみが深い～」※ゲスト:山本花織、田中咲帆                                   | 錦糸町rebirth                                                            |
| 2019/06/23    | 佐々木彩夏ソロコンサート「AYAKA NATION 2019」（オープニングアクト）                                                             | 横浜アリーナ                                                             |
| 2019/07/25    | 単独定期ライブ「クラポシアターvol.7」                                                                                           | AKIBAカルチャーズ劇場                                                    |
| 2019/07/27    | 「TBC テレビ 60 周年記念 震災復興支援イベント TBC 夏まつり 2019 絆みやぎ」                                                      | 宮城県仙台市 勾当台公園・市民広場                                        |
| 2019/08/02,03 | 「TOKYO IDOL FESTIVAL 2019」 | お台場・青海エリア                                                       |
| 2019/08/12    | 単独ソロライブ「CROWN POP生誕ソロミッション～三田美吹のソロみが深い～」                                                         | 錦糸町rebirth                                                            |
| 2019/08/16    | 「＠JAM EXPO 2019×汐パラコラボライブ」                                                                                          | 汐留 日本テレビ1F大屋根（ドラゴンクエスト ユア ストーリーステージ）      |
| 2019/08/20    | 「NATSUZOME 2019 supported by アイドル横丁」                                                                                    | OTODAMA SEA STUDIO                                                       |
| 2019/08/24    | 「@JAM EXPO 2019」 | 横浜アリーナ                                                             |
| 2019/08/29    | 単独定期ライブ「クラポシアターvol.8」                                                                                           | AKIBAカルチャーズ劇場                                                    |
| 2019/09/16    | 「ミュージックパーク ～Girls＆Music Theater～」                                                                                 | 代官山UNIT                                                               |
| 2019/09/23    | 「MX IDOL FESTIVAL Vol.12」 | Zepp Tokyo                                                               |
| 2019/09/26    | 単独定期ライブ「クラポシアターvol.9」                                                                                           | AKIBAカルチャーズ劇場                                                    |
| 2019/10/12    | 「FUMI FES vol.4」※台風のため2019/12/26に振替                                                                                   | 柏PALOOZA                                                                |
| 2019/10/13    | 「とこじょアイドルライブin工大祭」※台風のため中止                                                                               | 東京工業大学 大岡山キャンパス 野外ステージ                               |
| 2019/10/26    | 「@JAM the Field vol.16」 | 恵比寿LIQUIDROOM                                                         |
| 2019/10/29    | 単独定期ライブ「クラポシアターvol.10」                                                                                          | AKIBAカルチャーズ劇場                                                    |
| 2019/11/02    | 単独ライブ「CROWN POP単独ライブ～J or P？～」＜2部制＞                                                                          | 赤羽ReNY alpha                                                           |
| 2019/11/23    | 「EXPERIENCE Vol.1」 | 幕張メッセ イベントホール                                                |
| 2019/11/26    | 単独定期ライブ「クラポシアターvol.11」                                                                                          | AKIBAカルチャーズ劇場                                                    |
| 2019/11/28    | 「Jewel☆Ciel木曜定期公演」ゲスト出演                                                                                            | 秋葉原ZEST                                                               |
| 2019/12/10    | 単独定期ライブ「クラポシアターvol.12」                                                                                          | AKIBAカルチャーズ劇場                                                    |
| 2019/12/14    | 単独ソロライブ「CROWN POP生誕ソロミッション～山本花織のソロみが深い～」※ゲスト:三田美吹                                         | 錦糸町rebirth                                                            |
| 2019/12/22    | 「よかもんフェス 2019 クリスマス直前 SP」                                                                                       | buddy up!(福岡市中央区天神 3 丁目4-19WITH 天神 3 階)                     |
| 2020/01/16    | 単独定期ライブ「クラポシアターvol.13」                                                                                          | AKIBAカルチャーズ劇場                                                    |
| 2020/01/19    | 「『ミューコミプラス』 presents スタプラアイドルフェスティバル〜今宵、シンデレラが決まる〜」                                    | 横浜アリーナ                                                             |
| 2020/02/16    | 単独ソロライブ「CROWN POP生誕ソロミッション～田中咲帆のソロみが深い～」                                                         | 錦糸町rebirth                                                            |
| 2020/02/20    | 単独定期ライブ「クラポシアターvol.14」                                                                                          | AKIBAカルチャーズ劇場                                                    |
| 2020/03/01    | 単独ソロライブ「CROWN POP生誕ソロミッション～雪月心愛のソロみが深い～」※延期4/26予定                                            | 錦糸町rebirth                                                            |
| 2020/03/09    | 「#REALIVE360 presents『高城れにの大感さ祭♡（だいかんさしゃい）』」                                                             | 配信                                                                     |
| 2020/03/12    | 「新宿GOLD PARTY vol.3 -酔っこら処8周年-」※中止                                                                                 | 新宿LOFT                                                                 |
| 2020/03/15    | 「GIG TAKAHASHI tour 2020」※延期8/6予定                                                                                         | 新宿BLAZE                                                                |
| 2020/03/19    | 単独定期ライブ「クラポシアターvol.15」※延期                                                                                     | AKIBAカルチャーズ劇場                                                    |
| 2020/03/20    | 「brauerei shinjuku vol.3」※中止                                                                                                | 新宿MARZ                                                                 |
| 2020/03/21    | 「DAN⇄JYO成長・応援!? 型イベント「フリースタイルダンジョ」vol.4」ゲスト出演※延期5/9予定                                         | Future SEVEN                                                             |
| 2020/03/28    | 「転校少女*全国ライブハウスツアー“ライブリボルバー2020”」ゲスト出演※中止                                                        | 恵比寿LIQUIDROOM                                                         |
| 2020/04/11    | 「＠JAM THE WORLD 春のジャムまつり！2020」※中止予定                                                                             | 新宿ReNY                                                                 |
| 2020/04/14    | 単独定期ライブ「クラポシアターvol.16」※中止                                                                                     | AKIBAカルチャーズ劇場                                                    |
| 2020/04/26    | 単独ソロライブ「CROWN POP生誕ソロミッション～雪月心愛のソロみが深い～」振替ライブ※中止                                          | 錦糸町rebirth                                                            |
| 2020/05/09    | 「DAN⇄JYO成長・応援!? 型イベント「フリースタイルダンジョ」vol.4」振替ライブ ゲスト出演※再延期                                   | Future SEVEN                                                             |
| 2020/05/26    | 単独定期ライブ「クラポシアターvol.17」※中止                                                                                     | AKIBAカルチャーズ劇場                                                    |
| 2020/06/23    | 単独定期ライブ「クラポシアターvol.18」※中止                                                                                     | AKIBAカルチャーズ劇場                                                    |
| 2020/07/12    | 「佐々木彩夏『A-CHANNEL』」（バックダンサー出演）                                                                               | 配信                                                                     |
| 2020/07/14    | 「POPPER TIME」 | 配信                                                                     |
| 2020/08/06    | 「GIG TAKAHASHI tour 2020～ツアーファイナル配信ライブ～」振替ライブ                                                             | 配信                                                                     |
| 2020/08/30    | 「＠JAM ONLINE FESTIVAL 2020」                                                                                                  | 配信                                                                     |
| 2020/09/08    | 「ニコSオンラインライブ」 | 配信                                                                     |
| 2020/09/27    | 「CROWN POP Encounter 2020」 | 1部：配信、2部：有観客（新宿 ReNY）                                      |
| 2020/10/04    | 「TOKYO IDOL FESTIVAL オンライン 2020」                                                                                         | 配信                                                                     |
| 2020/10/24    | 「＠JAM the Field vol.18」 | LIQUIDROOM                                                               |
| 2020/10/27    | 「Crown Class Level.1」 | AKIBAカルチャーズ劇場                                                    |
| 2020/11/01    | 「Starry Night 2マンスペシャル」                                                                                                | TSUTAYA O-WEST                                                           |
| 2020/11/24    | 「Crown Class Level.2」 | AKIBAカルチャーズ劇場                                                    |
| 2020/11/29    | 「@ JAM THE WORLD 秋のジャムまつり！2020」                                                                                      | 新宿 ReNY                                                                |
| 2020/12/29    | 「Crown Class Level.3」 | AKIBAカルチャーズ劇場                                                    |
| 2021/01/02    | 「TOKYO IDOL PROJECT × @JAM ニューイヤープレミアムパーティー2021」                                                              | お台場・青海周辺エリア                                                   |
| 2021/01/26    | 「Crown Class Level.4」 | 配信                                                                     |
| 2021/02/18    | 「Crown Class Level.5」 | 配信                                                                     |
| 2021/02/28    | Task have Fun タイバンシリーズ「タスクフォースvol.1」                                                                           | duo MUSIC EXCHANGE                                                       |
| 2021/03/07    | 「HYPE IDOL！Vol.02」 | TSUTAYA O-EAST                                                           |
| 2021/03/25    | 「Crown Class Level.6」 | AKIBAカルチャーズ劇場                                                    |
| 2021/04/04    | ICP#Road to 1226 in 1000club | 横浜1000club                                                             |
| 2021/04/11    | 「ソノウチ」 | SHIBUYA DIVE                                                             |
| 2021/04/24    | 「@JAM THE WORLD 春のジャムまつり！2021」                                                                                       | 新宿BLAZE                                                                |
| 2021/05/02    | 「CROWN POP STYLE」 | 配信                                                                     |
| 2021/05/15    | 「クロフェス2021」 | 新木場 USEN STUDIO COAST                                                 |
| 2021/06/05    | 「CROWN POP BOMB×2〜藤田愛理生誕祭2021〜」（1部） 「CROWN POP BOMB×2〜里菜生誕祭2021〜」（2部）                                 | Yokohama Bay Hall                                                        |
| 2021/06/23    | 「Crown Class Level.7」 | AKIBAカルチャーズ劇場                                                    |
| 2021/06/27    | 「AYAKA NATION 2021」 | 横浜アリーナ                                                             |
| 2021/07/03    | 「超NATSUZOME2021」 | 海浜幕張公園Gブロック                                                    |
| 2021/07/04    | ekoms presents「Q×C」 | 新宿BLAZE                                                                |
| 2021/07/11    | 「CROWN POP BOMB×2〜クラポ楽曲大賞BEST10〜」（1部） 「CROWN POP BOMB×2〜三田美吹生誕祭2021〜」（2部）                           | Yokohama Bay Hall                                                        |
| 2021/07/24    | 来年まで待てない！ SEKIGAHARA IDOL WARS 2021 〜関ケ原唄姫合戦〜in 尾張                                                          | Aichi Sky Expo 愛知県国際展示場                                          |
| 2021/08/01    | 「六本木アイドルフェスティバル2021」                                                                                            | KT Zepp Yokohama                                                         |
| 2021/08/03    | 「Gran☆Ciel真夏の三番勝負！」                                                                                                   | SPACE ODD                                                                |
| 2021/08/08    | 「でか美祭2021〜8月8日はぱいぱいの日〜」                                                                                        | TSUTAYA O-EAST                                                           |
| 2021/08/08    | 「柚姫の部屋フェス」 | USEN STUDIO COAST                                                        |
| 2021/08/15    | 「CROWN POP STYLE〜again〜」（1部） 「CROWN POP STYLE〜next〜」（2部）                                                          | Zepp DiverCity                                                           |
| 2021/08/27,29 | 「@JAM EXPO 2020-2021」 | 横浜アリーナ                                                             |
| 2021/09/11    | 「コトネの日」 | 中野サンプラザホール                                                     |
| 2021/09/26    | 「Remember Girl’s Power!! 2021」                                                                                                | 東京建物 Brillia HALL                                                    |
| 2021/10/03    | 「TOKYO IDOL FESTIVAL 2021」 | お台場・青海周辺エリア                                                   |
| 2021/10/23    | 「@JAM the Field vol.20」 | LIQUIDROOM                                                               |
| 2021/10/30    | 「『ミューコミVR』 presents スタプラアイドルフェスティバル〜今宵、2人目のシンデレラが決まる〜」                                 | 横浜アリーナ                                                             |
| 2021/11/14    | 「ギュウ農フェス秋のSP2021 -さらば怪物音響オクタゴン-」                                                                         | 新木場 USEN STUDIO COAST                                                 |
| 2021/11/27    | 「CROWN POP Seasons〜Hello!! Winter X’mas〜」（1部） 「CROWN POP Seasons〜1on1〜」（2部）                                       | 恵比寿LIQUIDROOM                                                         |
| 2021/12/04    | 「IDOL PARADISE！vol.03」 | 山野ホール                                                               |
| 2021/12/05    | 「Girl'sBomb!! 〜年末DX〜」 | ZeppTokyo                                                                |
| 2021/12/31    | 「第5回 ももいろ歌合戦」 | 日本武道館                                                               |
| 2022/01/03    | 「TOKYO IDOL PROJECT × @JAM ニューイヤープレミアムパーティー2022」                                                              | お台場・青海周辺エリア                                                   |
| 2022/01/09    | 「CROWN POP BOMB×2〜雪月心愛生誕祭2021〜」（1部） 「CROWN POP BOMB×2〜田中咲帆生誕祭2022〜」（2部）                             | Yokohama Bay Hall                                                        |
| 2022/02/23    | CROWN POP 単独ライブ「名古屋にて」                                                                                              | 名古屋 THE BOTTOM LINE                                                   |
| 2022/03/06    | 「マジカル・パンチライン presentsマジフェス」                                                                                   | Veats Shibuya                                                            |
| 2022/03/12    | 「IDORISE!! FESTIVAL 2022」 | Spotify O-WEST                                                           |
| 2022/03/13    | 「IDORISE!! FESTIVAL 2022」 | Spotify O-EAST                                                           |
| 2022/04/16    | 「To be To be New Ones vol.02」                                                                                                 | LINE CUBE SHIBUYA                                                        |
| 2022/04/18    | 「ナナランドのツーマンランド！CROWN POP編」                                                                                     | duo MUSIC EXCHANGE                                                       |
| 2022/04/23    | 「@JAM THE WORLD 春のジャムまつり！2022」2部                                                                                    | 新宿BLAZE                                                                |
| 2022/04/30    | CROWN POP 単独ライブ「神田にて」                                                                                                | 神田明神ホール                                                           |
| 2022/05/07    | JAPAN CENTRAL IDOL FESTIVAL 2022                                                                                                | Aichi Sky Expo                                                           |
| 2022/06/04    | CROWN POP BIRTHDAY!〜ダイダイダイスキDD大集合〜                                                                                 | LIQUIDROOM                                                               |
| 2022/06/12    | TIF ASIA TOUR 2022 | 池袋harevutai                                                            |
| 2022/06/25    | CROWN POP うさぎおいしかのやまツアー2022                                                                                        | 新横浜 NEW SIDE BEACH!!                                                  |
| 2022/07/03    | CROWN POP うさぎおいしかのやまツアー2022                                                                                        | HEAVEN’S ROCK さいたま新都心 VJ-3                                        |
| 2022/07/09    | CROWN POP うさぎおいしかのやまツアー2022                                                                                        | 柏 PALOOZA                                                               |
| 2022/07/24    | CROWN POP単独ライブ「豊洲に来て」                                                                                               | 豊洲PIT                                                                  |
| 2022/07/29    | 六本木アイドルフェスティバル2022                                                                                                | 六本木ヒルズアリーナ                                                     |
| 2022/08/05-07 | TOKYO IDOL FESTIVAL 2022 | お台場・青海周辺エリア                                                   |
| 2022/08/14    | CROWN POP うさぎおいしかのやまツアー2022                                                                                        | 盛岡 CLUB CHANGE WAVE                                                    |
| 2022/08/21    | CROWN POP うさぎおいしかのやまツアー2022                                                                                        | 新宿 ReNY                                                                |
| 2022/08/27,28 | @JAM EXPO2022 | 横浜アリーナ                                                             |
| 2022/09/03    | JAPAN IDOL CONNECT FES2022 | 立川ステージガーデン                                                     |
| 2022/09/04    | Remember Girl's Power!! 2022 | 池袋西口公園野外劇場 グローバルリングシアター                            |
| 2022/09/10    | CROWN POP BIRTHDAY!〜三田美吹ダイダイダイスキDD大集合〜                                                                         | Yokohama Bay Hall                                                        |
| 2022/09/23    | 柚姫の部屋フェス2022 2部 | CLUB CITTA'                                                              |
| 2022/10/07    | notall Present『宴-notage-』第7夜                                                                                               | ヒューリックホール東京                                                   |
| 2022/10/22    | dot yell fes autumn SP | ジャパンパビリオン ホールA                                               |
| 2022/10/23    | KAWAII SHINES!!～CROWN POP編～                                                                                                  | サンリオピューロランド                                                   |
| 2022/10/29    | @ JAM the Field vol.22 | LIQUID ROOM                                                              |
| 2022/12/23    | CROWN POP Xmas LIVE「あしたあさってはクリスマス」                                                                               | 赤羽ReNY alpha                                                           |
| 2023/01/03    | TOKYO IDOL PROJECT × @JAM ニューイヤープレミアムパーティー2023                                                                  | Zepp DiverCity(TOKYO)                                                    |
| 2023/01/07    | CROWN POP BIRTHDAY!〜雪月心愛ダイダイダイスキDD大集合〜（1部） CROWN POP BIRTHDAY!〜田中咲帆ダイダイダイスキDD大集合〜（2部）   | Spotify O-WEST                                                           |
| 2023/01/21    | 「最初で最初の東名阪ツアー2023」                                                                                                | 名古屋ReNY limited                                                       |
| 2023/01/22    | 「最初で最初の東名阪ツアー2023」                                                                                                | 梅田クラブクアトロ                                                       |
| 2023/02/05    | 「最初で最初の東名阪ツアー2023」（2部制）                                                                                       | 恵比寿LIQUIDROOM                                                         |
| 2023/02/25    | UP-T FESTIVAL vol.1 | 品川インターシティホール                                                 |
| 2023/03/04    | 月が綺麗ですね vol.18 | SELENE b2                                                                |
| 2023/03/12    | Hello Music Festival 2023 in OSAKA                                                                                              | GORILLA HALL OSAKA                                                       |
| 2023/03/19    | 「brute eyes vol.1」 | 恵比寿LIQUIDROOM                                                         |
| 2023/04/22    | クロフェス2023 〜野外フェスでキュンからのバッキューン♡だしん！！ 〜                                                             | 海の森水上競技場                                                         |
| 2023/04/23    | 「TIARA POP PARTY Season1」 (2部制)                                                                                             | 新宿ReNY                                                                 |
| 2023/04/30    | Task have Fun 結成7周年記念ツアー「Lucky7」（1部ゲスト）                                                                        | 柏PALOOZA                                                                |
| 2023/05/06    | 「歌舞伎町UP GATE↑↑」 | 新宿                                                                     |
| 2023/05/07    | 「むれなでしこ-群撫子- vol.6」                                                                                                  | SELENE b2                                                                |
| 2023/05/21    | AYAKANATION2023 in YOKOHAMA Arena ～FRIENDS～                                                                                   | 横浜アリーナ                                                             |
| 2023/05/24    | 藤田愛理生誕ライブ | 渋谷WWW                                                                  |
| 2023/06/12    | Queen &Princess SP【#キュープリ】                                                                                               | Spotify O-EAST                                                           |
| 2023/06/19    | 里菜生誕ライブ | 渋谷WWW                                                                  |
| 2023/07/02    | 超NATSUZOME 2023 | 幕張海浜公園Gブロック特設会場                                            |
| 2023/07/06    | GeeSLY presents 「Re:gion」 | club asia                                                                |
| 2023/07/15    | iLiVE! -Premium- | Zepp DiverCity(TOKYO)                                                    |
| 2023/07/16    | SPARK 2023 in YAMANAKAKO | 山中湖交流プラザきらら                                                   |
| 2023/07/19    | 三田美吹生誕ライブ | 渋谷WWW                                                                  |
| 2023/07/23    | CROWN POP 主催ライブ 「青夏」                                                                                                   | 恵比寿LIQUIDROOM                                                         |
| 2023/07/30    | 六本木アイドルフェスティバル2023                                                                                                | 六本木ヒルズアリーナ                                                     |
| 2023/08/04,05 | TOKYO IDOL FESTIVAL 2023 | お台場・青海周辺エリア                                                   |
| 2023/08/08    | 8周年単独ライブ 「８８８」 | duo MUSIC EXCHANGE                                                       |
| 2023/08/20    | かがやきフェス2023 | 本多の森北電ホール                                                       |
| 2023/08/27    | @JAM EXPO 2023 supported by UP-T                                                                                                | 横浜アリーナ                                                             |
| 2023/09/02    | 「#クラポかわいい」全国拡散ツアー 渋谷公演                                                                                      | 渋谷WWW X                                                                |
| 2023/09/10    | 「#クラポかわいい」全国拡散ツアー 金沢公演                                                                                      | 金沢EIGHT HALL                                                           |
| 2023/09/18    | 「#クラポかわいい」全国拡散ツアー 札幌公演                                                                                      | 札幌cube garden                                                          |
| 2023/09/23    | 「#クラポかわいい」全国拡散ツアー 大阪公演                                                                                      | 大阪MUSE                                                                 |
| 2023/10/08    | 「#クラポかわいい」全国拡散ツアー 名古屋公演                                                                                    | 名古屋ボトムライン                                                       |
| 2023/10/15    | 「#クラポかわいい」全国拡散ツアー 高松公演                                                                                      | 高松DIME                                                                 |
| 2023/11/04    | 「#クラポかわいい」全国拡散ツアー 福岡公演                                                                                      | 福岡DRUM Be-1                                                            |
| 2023/11/19    | 「#クラポかわいい」全国拡散ツアー 広島公演                                                                                      | 広島LIVE VANQUISH                                                        |
| 2023/11/26    | 「#クラポかわいい」全国拡散ツアー 仙台公演                                                                                      | 仙台MACANA                                                               |
| 2023/12/10    | 「#クラポかわいい」全国拡散ツアー 沖縄公演                                                                                      | 沖縄output                                                               |
| 2023/12/28    | CROWN POP単独ライブ「CROWN ROAD in Zepp Diver City(TOKYO)」                                                                     | Zepp DiverCity(TOKYO)                                                    |
| 2023/12/31    | 第7回ももいろ歌合戦 | 横浜アリーナ                                                             |
| 2024/01/03    | 「謹賀新年！アイドル初夢ライブ supported by @JAM」                                                                              | Zepp DiverCity(TOKYO)                                                    |
| 2024/01/23    | 「 雪月心愛生誕ライブ2♡23〜cute=9+1♡〜」                                                                                        | Veats Shibuya                                                            |
| 2024/02/22    | 「田中咲帆生誕ライブ2024～今日だけ全員さほるん推しっ！♡～」                                                                     | Veats Shibuya                                                            |
| 2024/03/02    | 「H.I.P. presents GIG TAKAHASHI 3 ~tour 2024~」                                                                                 | KANDA SQUARE HALL                                                        |
| 2024/03/24    | 「CROWN POP THANK YOU LIVE」 | 新横浜NEW SIDE BEACH!!                                                   |
| 2024/04/21    | 「CROWN POP THANK YOU LIVE vol.2」                                                                                              | HEAVEN’S ROCK Kumagaya VJ-1                                              |
| 2024/04/29    | 「GiRLS SUMMiT IN GORILLA HALL OSAKA」                                                                                          | GORILLA HALL OSAKA                                                       |
| 2024/05/11    | 「CROWN POP THANK YOU LIVE vol.3」                                                                                              | SHINJUKU BLAZE                                                           |
| 2024/05/25    | 藤田愛理ソロイベント「I 2×5 Re:)」(2部制)                                                                                       | Spotify O-WEST                                                           |
| 2024/06/02    | 里菜ソロイベント「Prism」(2部制)                                                                                                | Spotify O-WEST                                                           |
| 2024/06/08    | クロフェス2024～5周年だよ！全員集合だしん！～                                                                                   | 海の森水上競技場                                                         |
| 2024/06/16    | 「CROWN POP THANK YOU LIVE vol.4」                                                                                              | 柏PALOOZA                                                                |
| 2024/06/22    | 雪月心愛ソロイベント「みぃあのとりこ」(2部制)                                                                                   | Spotify O-WEST                                                           |
| 2024/06/30    | 三田美吹ソロイベント「月と音色」(3部制)                                                                                         | LOFT9 Shibuya                                                            |
| 2024/07/07    | 田中咲帆ソロイベント「七夕だけどゲームがしたいｯ！」 1部〜プロゲーマーになりたいｯ?!〜 2部〜インターネットアイドル参上ｯ!!〜       | 横浜みなとみらいブロンテ                                                 |
| 2024/07/15    | SPARK 2024 in KAWASAKI | 東扇島東公園                                                             |
| 2024/07/20    | 「CROWN POP THANK YOU LIVE vol.5」                                                                                              | 仙台EBeanS屋上                                                           |
| 2024/08/02    | TOKYO IDOL FESTIVAL 2024 | お台場・青海周辺エリア                                                   |
| 2024/08/08    | CROWN POP LAST LIVE 「僕らのうた」                                                                                              | Zepp Shinjuku                                                            |

## 出演

### テレビ
- 『アイドルチャンピオンボウリング2018』（2018年5月22日、CSフジテレビONE）
- 『HOT WAVE』（2018年7月8日 15日 22日 2019年7月7日 2020年2月16日、テレビ埼玉）
- 『@ JAM TV powerd by LIVE DAM STADIUM #3,#12』（2019年8月18日 2020年1月12日、日テレプラス）
- 『しおこうじ玉井詩織×坂崎幸之助のお台場フォーク村NEXT 第105夜 Dear BEATLES 勝手に前夜祭！』（2020年2月27日、CSフジテレビNEXT）[62]
- 『しおこうじ玉井詩織×坂崎幸之助のお台場フォーク村NEXT 第122夜 GIRLS’FOLKTORY NEXT』（2021年7月15日、CSフジテレビNEXT）
- 『TALKIN' ABOUT』（2021年8月20日深夜、TOKYO MX） - 2021年7月8日にYouTube生配信
- 『ミュージックブレイク〜iの流儀〜』（2022年1月18-21日深夜、テレビ東京）
- 『ドレスキーとコレスキー』（2022年1月22日 29日、テレビ埼玉）[63][64]
- 『しおこうじ玉井詩織×坂崎幸之助のお台場フォーク村NEXT 第129夜 Dear BEATLES 今度こそ勝手に前夜祭』（2022年2月24日、CSフジテレビNEXT）
- 『生放送だよ！アイドルお宝くじ』（2022年3月17日、CSテレ朝チャンネル1） - 優勝、冠特番の放送が決定
- 『CROWN POPのクラウンポップ！ステップ！ジャンプ！』（2022年5月25日、CSテレ朝チャンネル1）
- 『芸能人が本気で考えた！ドッキリGP 夫婦ゲンカ！辻ちゃんが夫にキレたSP』三田・里菜・藤田が出演（2023年1月21日、フジテレビ）

### ウェブテレビ
- 『矢口真里の火曜The NIGHT』（2021年10月27日[65]、ABEMA）

### 書籍・雑誌
- 『月刊ENTAME(エンタメ) 』2020年04月号（2020年2月29日、徳間書店）
- 『Top Yell NEO 2020 SPRING』（2020年3月28日、竹書房）
- 『CD Journal』（2021年夏号 2021年6月18日、2022年冬号 2022年12月20日、株式会社シーディージャーナル）
- 『横浜LOVEWalker 2022』（2022年3月22日、KADOKAWA） - 「ハマのLOVEアイドル」No.1決定戦、藤田愛理が優勝[66][67]
- 『CD Journal 2022年 夏号』（2022年6月20日、音楽出版社）
- 『月刊ENTAME(エンタメ) 』（徳間書店） - 連載「CROWN POPの未知との遭遇」。2021年6月7月合併号（2021年4月28日発売）から連載中。

### 配信
- ＠JAM応援宣言！「＠JAM THE WORLD」
  - 2020年3月9日 - 三田・山本
  - 2021年3月22日 - 田中・藤田
  - 2022年8月15日 - 里菜・雪月
- Gate Beat（2021年6月30日、YouTube生配信番組）[68]
- WONDER WHEEL（2021年8月17日[69] 12月21日[70]、YouTube生配信番組）
- 次世代ゲーム配信プラットフォーム「fingger」とのコラボレーションイベント[71]（2022年 - ）
  - 超このゆびとまれfinggerライブ in ニコニコ超会議2022（2022年4月29日、幕張メッセ） - オープニングステージ[72]
    - 4月28日の前夜祭配信に田中・雪月が出演[73]。

### その他
- up-t × CROWN POPコラボ企画「CROWN POP YOUR STYLE GOODS」（2021年）[74]
- クラポ.fm（仮）（2022年 - 、stand.fm）[75]
- CROWN POP公式スタンプ（2022年、LINEスタンプ）[76]

### 個人の活動
メンバー個人の活動については、各メンバーの記事（里菜、三田美吹、田中咲帆、藤田愛理、雪月心愛）を参照。